# Бијер (Олорон Сен Мари)
Бијер (фр. Bilhères) насеље је и општина у југозападној Француској у региону Аквитанија, у департману Атлантски Пиринеји која припада префектури Олорон Сен Мари.
По подацима из 2011. године у општини је живело 164 становника, а густина насељености је износила 9,54 становника/km². Општина се простире на површини од 17 km². Налази се на средњој надморској висини од 650 метара (максималној 1.817 m, а минималној 480 m).

## Демографија
| 1962. | 1968. | 1975. | 1982. | 1990. | 1999. | 2011. |
| ----- | ----- | ----- | ----- | ----- | ----- | ----- |
| 219   | 172   | 157   | 164   | 153   | 158   | 164   |

График промене броја становника у току последњих година